# سیرشدن شکارگر

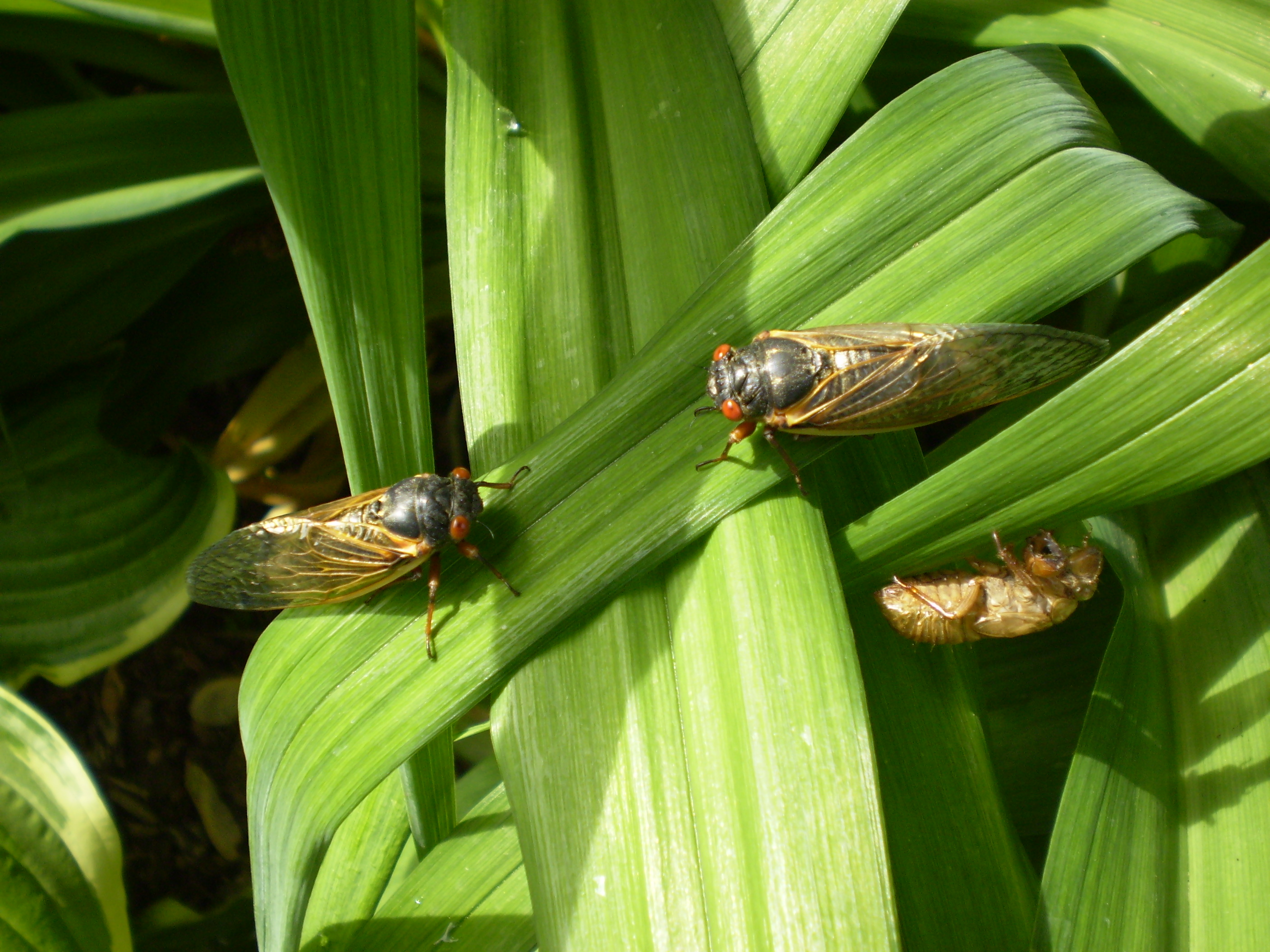
سیرشدن شکارچیان به عنوان یک الگوی تولیدمثلی در زنجره‌های دوره‌ای از سردهٔ Magicicada تکامل یافته‌است.

سیرشدن شکارگر (به انگلیسی: Predator satiation) (که گاهی اشباع شکارگر (predator saturation) نیز نامیده می‌شود) یک سازگاری ضد شکارگر است که در آن طعمه برای مدت کوتاهی در تراکم جمعیت بالا رخ می‌دهد و احتمال خورده شدن یک جاندار زنده را کاهش می‌دهد. هنگامی که شکارگران با طعمه‌های بالقوه غرق می‌شوند، تنها می‌توانند مقدار مشخصی را مصرف کنند؛ بنابراین با وقوع در تراکم بالا، طعمه از یک اثر ایمنی در تعداد بهره‌مند می‌شود. این استراتژی در طیف متنوعی از طعمه‌ها، از جمله بسیاری از گونه‌های گیاهان، حشرات و ماهیان تکامل یافته‌است. سیرشدن شکارچیان را می‌توان نوعی پناه‌گرفتن از شکارگران در نظر گرفت.